# Telemundo Studios
Telemundo Studios (anteriormente llamado: Telemundo-RTI y Telemundo Global Studios) es una división de NBCUniversal (Comcast) que desarrolla programación original en español para la cadena Telemundo.

## Historia
En 2006, Telemundo Communications Group, anunció la adquisición de la totalidad de su propiedad junto a RTI Televisión, Telemundo-RTI, para crear Telemundo Studios, donde además se firmó un acuerdo para adquirir las activas operacionales de su distribuidor internacional, Tepuy International, ahora Telemundo Internacional.
Después de estos acuerdos, Patricio Wills, expresidente de Telemundo-RTI, pasa a ser la persona a cargo de los Estudios Telemundo Televisión, y Marcos Santana, CEO anterior de Tepuy International, se convierte en el presidente de Telemundo Internacional, división que se encarga para distribuir su programación en el extranjero. A pesar de esto, mantendría su alianza con RTI para realizar producciones en conjunto en Colombia.
Actualmente la división maneja las ramas de Telemundo Television Studios, Telemundo Streaming Studios y Underground Producciones.

## Programación

### Telenovelas
| Década de 2000 |      |                                   |                                   |                                                     |        |
| #              | Año  | Telenovela                        | Escritor                          | Productor                                           | Ref.   |
| 01             | 2003 | Amor descarado                    | Delia Betancourt Roberto Stopello | Aurelio Valcárcel Carroll                           | [ 6 ]  |
| 02             | 2004 | Prisionera                        | Humberto "Kiko" Olivieri          | Aurelio Valcárcel Carroll                           | [ 7 ]  |
| 03             | 2004 | ¡Anita, no te rajes!              | Valentina Párraga                 | Aurelio Valcárcel Carroll                           | [ 8 ]  |
| 04             | 2005 | El cuerpo del deseo               | Julio Jiménez                     | Aurelio Valcárcel Carroll                           | [ 9 ]  |
| 05             | 2006 | Tierra de pasiones                | Eric Vonn                         | Aurelio Valcárcel Carroll                           | [ 10 ] |
| 06             | 2006 | La viuda de Blanco                | Julio Jiménez                     | Aurelio Valcárcel Carroll                           | [ 11 ] |
| 07             | 2007 | Dame chocolate                    | Perla Farías                      | Aurelio Valcárcel Carroll                           | [ 12 ] |
| 08             | 2007 | Pecados ajenos                    | Eric Vonn                         | Aurelio Valcárcel Carroll                           | [ 13 ] |
| 09             | 2008 | El rostro de Analía               | Humberto "Kiko" Olivieri          | Aurelio Valcárcel Carroll                           | [ 14 ] |
| 10             | 2009 | Más sabe el diablo                | Jimena Romero Lina Uribe          | Aurelio Valcárcel Carroll                           | [ 15 ] |
| Década de 2010 |      |                                   |                                   |                                                     |        |
| #              | Año  | Telenovela                        | Escritor                          | Productor                                           | Ref.   |
| 11             | 2010 | Perro amor                        | Juana Uribe                       | Aurelio Valcárcel Carroll                           | [ 16 ] |
| 12             | 2010 | ¿Dónde está Elisa?                | Perla Farías                      | Aurelio Valcárcel Carroll                           | [ 17 ] |
| 13             | 2010 | El fantasma de Elena              | Humberto "Kiko" Olivieri          | Aurelio Valcárcel Carroll                           | [ 18 ] |
| 14             | 2010 | Alguien te mira                   | Perla Farías                      | Aurelio Valcárcel Carroll                           | [ 19 ] |
| 15             | 2010 | Aurora                            | Marcela Citterio                  | Aurelio Valcárcel Carroll                           | [ 20 ] |
| 16             | 2011 | Mi corazón insiste en Lola Volcán | Valentina Párraga                 | Aurelio Valcárcel Carroll                           | [ 21 ] |
| 17             | 2011 | La casa de al lado                | José Ignacio Valenzuela           | Aurelio Valcárcel Carroll David Posada              | [ 22 ] |
| 18             | 2011 | Una maid en Manhattan             | Luis Zelkowicz                    | Aurelio Valcárcel Carroll                           | [ 23 ] |
| 19             | 2012 | Relaciones peligrosas             | Roberto Stopello                  | Aurelio Valcárcel Carroll Martha Godoy David Posada | [ 24 ] |
| 20             | 2012 | Corazón valiente                  | Marcela Citterio                  | Aurelio Valcárcel Carroll Carlos Lamus Alcalá       | [ 25 ] |
| 21             | 2012 | El rostro de la venganza          | Sebastián Arrau                   | Aurelio Valcárcel Carroll                           | [ 26 ] |
| 22             | 2013 | Pasión prohibida                  | Juan Camilo Ferrand               | Carmen Cecilia Urbaneja Mariana Iskandarani         | [ 27 ] |
| 23             | 2013 | Dama y obrero                     | Sandra Velasco                    | Aurelio Valcárcel Carroll Jairo Arcila Murillo      | [ 28 ] |
| 24             | 2013 | Marido en alquiler                | Perla Farías                      | Aurelio Valcárcel Carroll David Posada              | [ 29 ] |
| 25             | 2013 | Santa diabla                      | José Ignacio Valenzuela           | Carmen Cecilia Urbaneja José Gerardo Guillén        | [ 30 ] |
| 26             | 2014 | En otra piel                      | Laura Sosa                        | Carmen Cecilia Urbaneja José Gerardo Guillén        | [ 31 ] |
| 27             | 2014 | Reina de corazones                | Marcela Citterio                  | Aurelio Valcárcel Carroll David Posada              | [ 32 ] |
| 28             | 2014 | Tierra de reyes                   | Rossana Negrín                    | Carmen Cecilia Urbaneja José Gerardo Guillén        |        |